# Tomasz II (patriarcha Jerozolimy)
Tomasz II – trzydziesty piąty chalcedoński patriarcha Jerozolimy; sprawował urząd w latach 969–978.